# Данько, Григорий Владимирович
Григорий Владимирович Данько (укр. Григорій Володимирович Данько; 25 октября 1956, Бахмач, Черниговская область, Украинская ССР, СССР) — советский и украинский спортсмен и тренер; Мастер спорта СССР (1979), Мастер спорта СССР международного класса (1980), Заслуженный тренер Украины, судья национальной категории (1994). Почётный гражданин Черниговской области.

## Биография
Родился 25 октября 1956 года в городе Бахмач Черниговской области Украинской ССР.
Занимался вольной борьбой в весовой категории до 82 кг. Тренировался у В. Ф. Бойко и А. А. Кармацких. Выступал за клубы «Динамо» и Вооруженные силы (Киев). Был бронзовым призером чемпионата мира 1981 года; чемпионом СССР (1981), серебряным (1982) и бронзовым (1978, 1980) призером чемпионатов СССР. Обладатель (команда) и серебряный призер (лично) Кубка мира 1981 года. В 1984 году Григорий Данько завершил спортивную карьеру.
В 1980 году окончил Киевский инженерно-строительный институт (ныне Киевский национальный университет строительства и архитектуры), а в 1988 году Киевский институт физической культуры (ныне Национальный университет физического воспитания и спорта Украины).
Работал тренером школы вольной борьбы ДСО «Динамо» (1975—1990). Затем был президентом спортивного клуба «Олимп» (1990—2001), старшим тренером Киевской школы высшего спортивного мастерства (2001—2002), заместителем председателя Госкомспорта Украины (2002—2003). С 2003 года Григорий Владимирович работает в Национальном университете физического воспитания и спорта Украины: с 2006 года — заведующий кафедры спортивных единоборств, в 2005—2006 годах — проректор по спортивной работе. Кандидат наук по физическому воспитанию и спорту с 1999 года. Вице-президент Ассоциации вольной борьбы Украины с 2000 года.
С апреля 2022 года тренер сборной Польши.
В числе воспитанников Г. В. Данько — Валерий Козлов, Василий Федоришин, Владимир Сиротин, а также его сын — Тарас Данько.
Григорий Владимирович Данько занимается также общественной деятельностью — является депутатом областного совета V, VI и VII созывов; возглавлял комиссию по вопросам семьи, молодёжи, спорта и туризма. Награждён орденами «За заслуги» 3-й и 2-й степеней, имеет звание Заслуженный работник физической культуры и спорта Украины.
Жена — Татьяна Николаевна, в семье четверо детей — Сергей, Тарас, Полина и Юлия.